# Municipio San José de Chiquitos
Das Municipio San José de Chiquitos ist ein Verwaltungsbezirk im Departamento Santa Cruz im südamerikanischen Anden-Staat Bolivien.

## Lage im Nahraum
Das Municipio San José de Chiquitos ist eines von drei Municipios der Provinz Chiquitos und umfasst deren zentralen Bereich. Es grenzt im Norden an die Provinz José Miguel de Velasco, im Westen an das Municipio Pailón, im Süden an die Provinz Cordillera, im Südwesten an das Municipio Roboré und im Osten an die Provinz Ángel Sandoval.
Das Municipio erstreckt sich zwischen etwa 17° 00' und 18° 30' südlicher Breite und 59° 15' und 61° 40' westlicher Länge, seine Ausdehnung von Westen nach Osten beträgt bis zu 250 Kilometer, von Norden nach Süden bis zu 160 Kilometer.
Das Municipio umfasst 49 Gemeinden (localidades), der zentrale Ort des Municipios ist die Stadt San José de Chiquitos mit 11.874 Einwohnern (Volkszählung 2012) im zentralen Teil des Municipios.

## Geographie
Das Municipio San José de Chiquitos liegt in den Chiquitos-Hügelländern des östlichen Bolivien. Das Klima ist semihumid, die mittlere Luftfeuchtigkeit liegt bei 68 Prozent.
Die Jahresdurchschnittstemperatur liegt bei etwa 25 °C, mit monatlichen Durchschnittstemperaturen zwischen knapp 28 °C im Oktober und November und unter 22 °C im Juni (siehe Klimadiagramm San José de Chiquitos). Der Jahresniederschlag beträgt etwa 900 mm, der Trockenzeit von Juli bis September steht eine ausgeprägte Feuchtezeit von November bis März gegenüber.

## Bevölkerung
Die Bevölkerungszahl des Municipios ist zwischen 1992 und 2024 auf fast das Dreifache angestiegen:
| Jahr | Einwohner | Quelle       |
| ---- | --------- | ------------ |
| 1992 | 14.318    | Volkszählung |
| 2001 | 16.599    | Volkszählung |
| 2012 | 28.922    | Volkszählung |
| 2024 | 40.961    | Volkszählung |

Die Bevölkerungsdichte bei der letzten Volkszählung von 2024 betrug 1,8 Einwohner/km², der Alphabetisierungsgrad bei den über 15-Jährigen war von 88,8 Prozent (1992) auf 93,4 Prozent (2001) angestiegen. Die Lebenserwartung der Neugeborenen im Jahr 2001 betrug 67,1 Jahre, die Säuglingssterblichkeit war von 5,9 Prozent (1992) auf 5,0 Prozent (2001) zurückgegangen.
82,9 Prozent der Bevölkerung sprechen Spanisch, 1,7 Prozent sprechen Quechua, 1,3 Prozent sprechen Aymara und 16,5 Prozent sprechen eine ausländische Muttersprache. (2001)
46,2 Prozent der Bevölkerung haben keinen Zugang zu Elektrizität, 12,0 Prozent leben ohne sanitäre Einrichtung. (2001)
56,7 Prozent der 2.893 Haushalte besitzen ein Radio, 40,1 Prozent einen Fernseher, 34,9 Prozent ein Fahrrad, 4,0 Prozent ein Motorrad, 11,3 Prozent ein Auto, 36,6 Prozent einen Kühlschrank, und 6,7 Prozent ein Telefon. (2001)

## Politik
Ergebnis der Regionalwahlen (concejales del municipio) vom 4. April 2010:
| Wahl- berechtigte |  | Wahl- beteiligung | gültige Stimmen |  | CHINO  | MAS-IPSP | FRENTE | TODOS  |
| ----------------- |  | ----------------- | --------------- |  | ------ | -------- | ------ | ------ |
| 8.195             |  | 6.957             | 6.079           |  | 2.701  | 1.379    | 1.329  | 670    |
|                   |  | 84,9 %            | 87,4 %          |  | 44,4 % | 22,7 %   | 21,9 % | 11,0 % |

Ergebnis der Regionalwahlen (elecciones de autoridades políticas) vom 7. März 2021:
| Wahl- berechtigte |  | Wahl- beteiligung | gültige Stimmen |  | CREEMOS | MAS-IPSP | SOL     | UNIDOS | ASIP   | MNR    |
| ----------------- |  | ----------------- | --------------- |  | ------- | -------- | ------- | ------ | ------ | ------ |
| 13.101            |  | 9.890             | 8.777           |  | 4.344   | 2.747    | 934     | 661    | 57     | 34     |
|                   |  | 75,49 %           | 88,75 %         |  | 49,49 % | 31,30 %  | 10,64 % | 7,53 % | 0,65 % | 0,39 % |

## Gliederung
Das Municipio San José untergliederte sich bei der Volkszählung 2001 in die beiden folgenden Kantone (cantones):
- Cantón San José de Chiquitos – 16 Vicecantones – 36 Gemeinden – 14.325 Einwohner
- Cantón San Juan de Taperas – 12 Vicecantones – 13 Gemeinden – 2.274 Einwohner